# Dariusz Kowaluk
Dariusz Kowaluk (né le 16 avril 1996 à Komarówka Podlaska) est un athlète polonais, spécialiste du 400 mètres.

## Biographie
Médaillé d'argent du relais 4 × 400 m aux championnats d'Europe espoirs 2017, et médaillé de bronze de cette même épreuve à l'Universiade d'été de 2019. Toujours sur 4 × 400 m, il se classe 4e des championnats d'Europe en salle 2019.
En 2021, lors des Jeux olympiques de 2020 à Tokyo, il participe aux séries de l'épreuve inaugurale du relais 4 × 400 mètres mixte, permettant à son pays d'accéder à la finale.

## Palmarès
| Date | Compétition     | Lieu  | Résultat | Épreuve         | Temps                    |
| ---- | --------------- | ----- | -------- | --------------- | ------------------------ |
| 2021 | Jeux olympiques | Tokyo | 1er      | 4 × 400 m mixte | Participation aux séries |